# María Magdalena (Arrigorriaga)
María Magdalena es una obra anónima realizada en 1705. Está ubicada en la Iglesia de Santa María Magdalena de Arrigorriaga, en Gran Bilbao, Vizcaya (País Vasco, España).

## Historia

### Origen
Los orígenes de la imagen resultan inciertos; la pieza ha sido atribuida indistintamente a Santiago de Castaños: 183–343  y a Nicolás Teille, si bien la tesis defendida por el economista, abogado y escritor Armando Astarloa Solaun tras siete años de investigación es la que goza de más peso en la actualidad. En 2008, durante un viaje a San Petersburgo, Astarloa acudió al Museo del Hermitage y reparó en la pintura Magdalena penitente (c. 1565), obra de Tiziano. Tras hallar numerosas similitudes entre el cuadro y la imagen venerada en Arrigorriaga, Astarloa realizó una infructuosa búsqueda en internet, viajando posteriormente a Florencia con el fin de obtener información sobre el origen de la escultura; en el Palacio Pitti descubrió una versión temprana de la obra del Hermitage la cual guarda aún más similitudes con la talla, lo que llevó a Astarloa a interpretar el lienzo conservado en Florencia como el modelo en el que se basó el autor de la imagen. Al poco tiempo contactó con la directora del Museo de Imaginería de Valladolid, quien una vez estudiada la pieza confirmó su datación aunque indicó que no era apta para el culto a causa de su desnudez, lo que provocó el enfado de Astarloa debido a que la imagen llevaba más de un siglo expuesta a la veneración de los fieles en Arrigorriaga, su localidad natal, además de resultarle llamativa por otro lado la producción de una talla de este tipo en una época en la que seguían vigentes tanto la Santa Inquisición (entonces en su apogeo) como el Concilio de Trento, autoridades que vetaban del culto público las imágenes desnudas.
En Tenerife, su lugar de residencia, el escritor, disgustado por los resultados del análisis, recordó entonces la escultura de una mujer semidesnuda danzando con un esqueleto: Bailando con la Muerte (1893), realizada por Giulio Monteverde y ubicada en el cementerio monumental de Staglieno, en Génova. Gracias a este detalle llegó a la conclusión de que la imagen de Arrigorriaga no fue concebida para una iglesia sino para un cementerio, más concretamente para una cripta al ser una pieza tallada en madera. Astarloa emprendió una búsqueda por diversas criptas en Génova, llevándolo su investigación hasta Saint-Maximin-la-Sainte-Baume, en Francia. Tras concertar una cita con las autoridades de la Basílica de Santa María Magdalena, Astarloa viajó en barco hasta Marsella, donde un vehículo puesto a su disposición lo condujo hasta la cripta en la que reposan los restos de la santa, supuestamente el lugar de destino original de la escultura y desde el cual sería trasladada a París, permaneciendo oculta en un desván alrededor de 80 años por disposición de los masones con el fin de evitar su destrucción dadas las tensas relaciones entre el Estado y la Iglesia en el siglo XIX. Tras varias disputas entre Napoleón y el clero, Astarloa cree que un sobrino del emperador, masón interesado en las lenguas gallega y euskera, llevó la pieza a finales del siglo xix a Arrigorriaga (tenía relación personal con dos habitantes además de con las autoridades eclesiásticas del País Vasco). A mayores, el escritor considera que la llegada de la imagen a la localidad pudo deberse también al hecho de que María Magdalena era la santa patrona del lugar y, por lo tanto, no iba a generar ninguna sospecha en la Iglesia.

### Autoría
Respecto a su autoría, durante una restauración acometida entre 2013 y 2014 se descubrió la siguiente inscripción en la parte posterior de la talla: «Nicolaus Zume, 1705». Astarloa investigó en Génova y en el resto de Italia acerca de este artista, del que no pudo encontrar información, aunque debido a la certeza que tenía de que el autor debía de haber elaborado otras esculturas, siguió realizando averiguaciones que lo llevaron hasta América. En la época de las misiones, los jesuitas que llegaron a la selva de Paraguay, donde fundaron la Misión jesuítica de San Ignacio Miní, cerca de las cataratas del Iguazú, se identificaron en función de las cualidades que poseían; «Zume» significa «quien tiene dotes para el arte», por lo que «Nicolaus Zume» puede hacer referencia a una persona o a una escuela de San Nicolás donde un sacerdote jesuita y maestro de talla llamado Giussepe Braselani dirigió a un grupo de nativos (guaraníes) en la producción de arte sacro. Estas piezas, de gran valor artístico e histórico, serían destruidas en gran medida por los ejércitos de Carlos III en connivencia con la Iglesia, por lo que de confirmarse esta teoría, la imagen venerada en Arrigorriaga sería la única de este tipo en todo el mundo conservada fuera de América. Pese a las afirmaciones de Astarloa, el historiador del arte Javier Baladrón Alonso atribuye la obra a de Castaños además de situar su hechura en 1692, año de la factura del retablo que preside, compartiendo esta opinión el también historiador José Javier Vélez Chaurri.: 183–343 

## Descripción
La talla, ubicada en la hornacina principal del retablo mayor, está encuadrada en la escuela genovesa y muestra a la Magdalena de pie en actitud de penitencia. De rostro implorante y vista dirigida al cielo, con la mano izquierda sujeta un crucifijo de rudimentaria factura mientras que la derecha se halla abierta en un gesto retórico. A tamaño natural, viste una tela rígida de aspecto vegetal cubierta por un manto de color rosa con ribete dorado el cual exhibe un conjunto de suaves pliegues artísticamente cruzados sobre el muslo izquierdo. La figura se halla dotada de gran movimiento por el hecho de tener la pierna izquierda notablemente adelantada con respecto a la derecha, lo que sumado a la torsión del tronco en la dirección opuesta provoca que la imagen tenga una disposición helicoidal y una clara diagonalidad, detalle que acerca esta pieza a los modelos cortesanos.: 183–343  El torso se halla completamente desnudo y ambos pechos a la vista pese a que el cabello, dotado de voluminosas ondulaciones, cubre parte del seno izquierdo y el vientre, zona en la que destaca una cadena a modo de cíngulo. La escena se completa con una formación rocosa en cuya cúspide destaca una calavera, elemento característico en la iconografía de la Magdalena penitente al igual que el frasco de perfumes situado a sus pies.

## Legado
La figura destaca por ser un ejemplar singular con un gran valor histórico, pudiendo tratarse de la única obra procedente de la escuela genovesa asentada en Paraguay que se conserva fuera de América. Su intrincado origen ha sido novelado por Armando Astarloa Solaun en el libro La Dulce Francesa. Historia de una Ocultación (2015), donde se entremezclan realidad y ficción.

## Galería de imágenes

Magdalena penitente (c. 1565), por Tiziano. Museo del Hermitage, San Petersburgo.
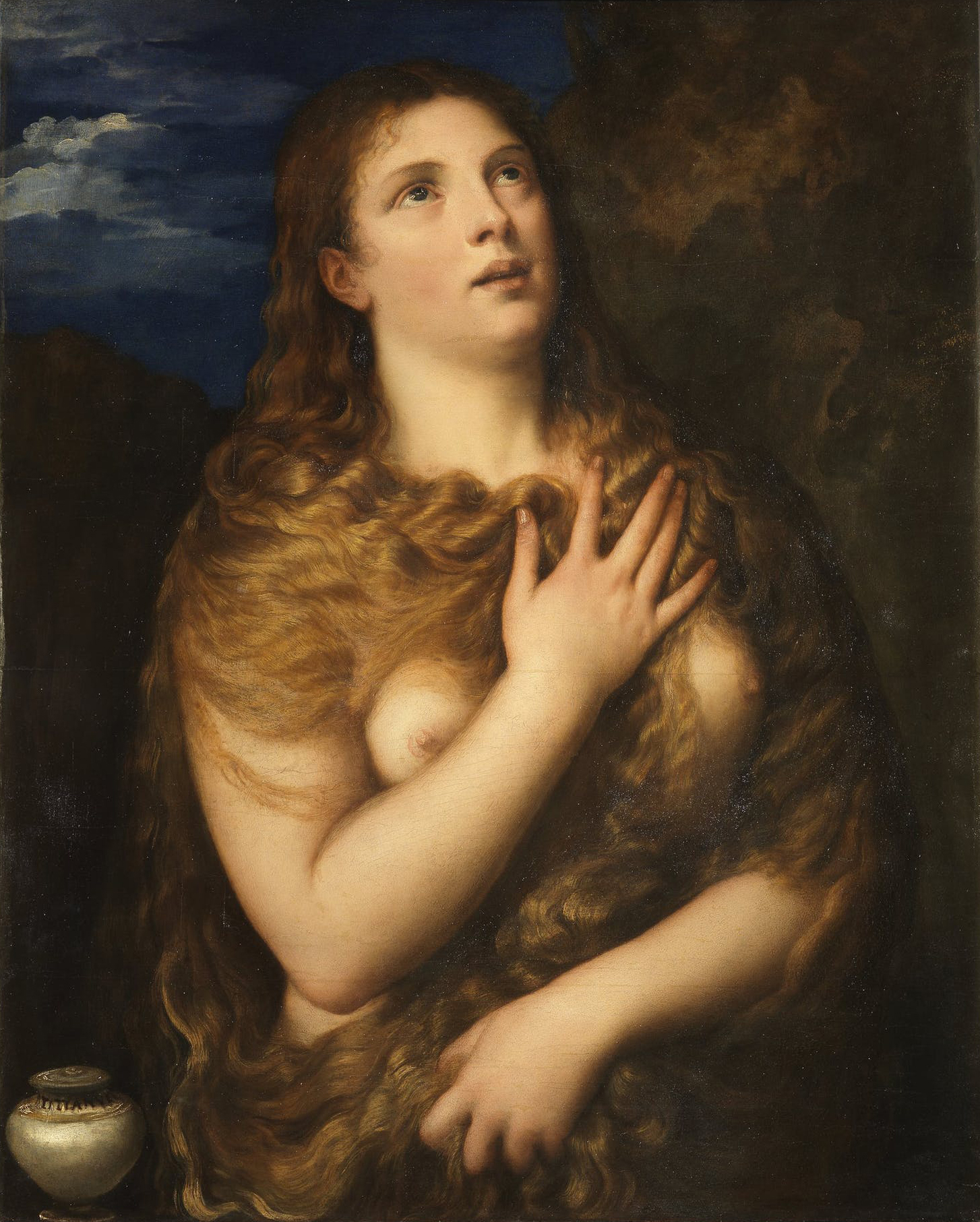
Magdalena penitente (c. 1533), por Tiziano. Palacio Pitti, Florencia.
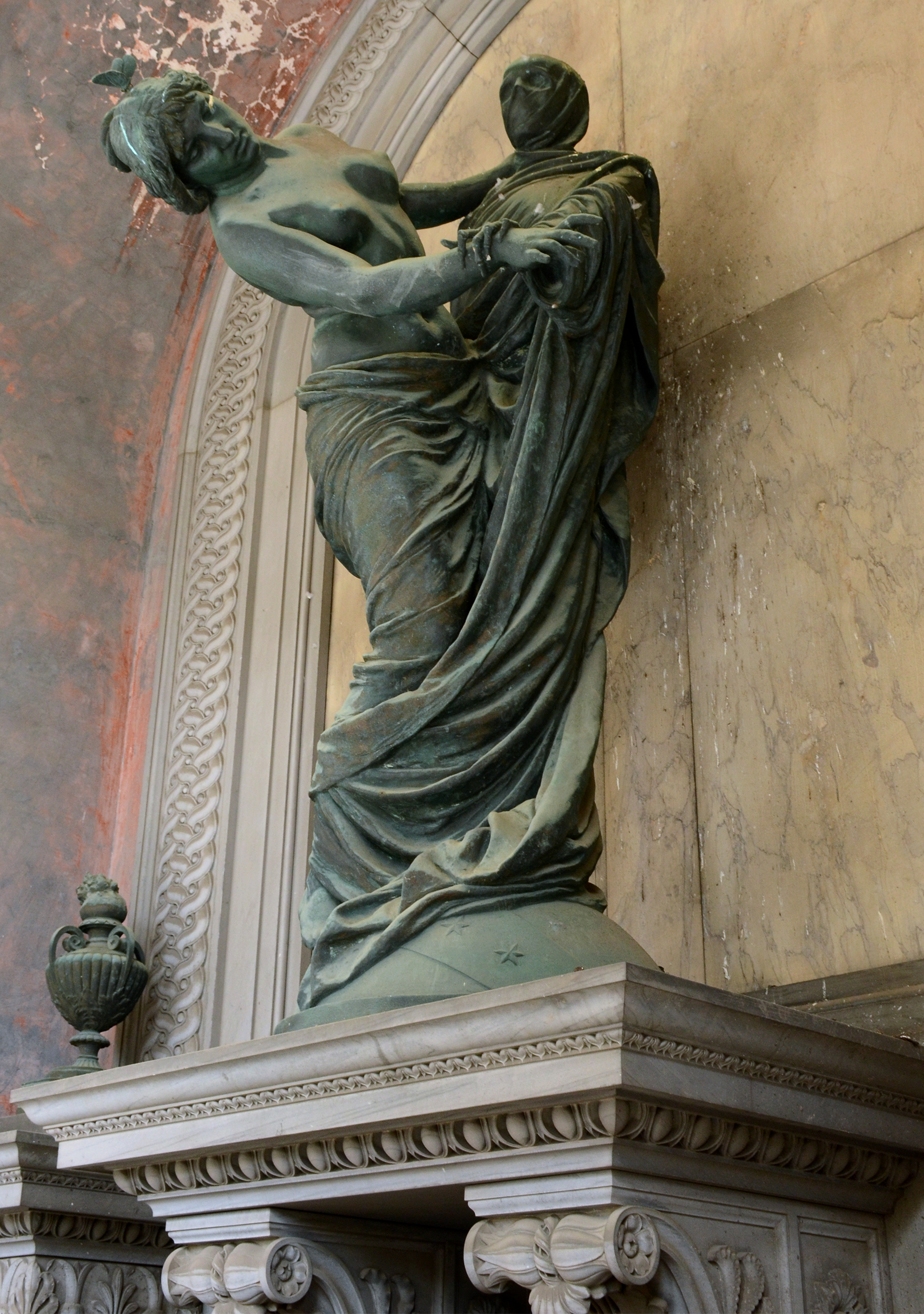
Bailando con la Muerte (1893), por Giulio Monteverde. Cementerio monumental de Staglieno, Génova.